# إيرل د. مورتون
إيرل د. مورتون (بالإنجليزية: Earl D. Morton)‏ هو قاضي ومحامي وسياسي أمريكي، ولد في 28 نوفمبر 1918، وتوفي في 23 أكتوبر 1995 في روشستر في الولايات المتحدة. حزبياً، نشط في الحزب الجمهوري. وقد انتخب عضو جمعية ولاية ويسكونسن وانتخب عضو مجلس ولاية ويسكونسن.